# Efaproxiral
Efaproxirus (INN) là một chất tương tự của thuốc cholesterol bezafibrate được phát triển để điều trị trầm cảm, chấn thương sọ não, thiếu máu cục bộ, đột quỵ, nhồi máu cơ tim, tiểu đường, thiếu oxy, bệnh hồng cầu hình liềm, tăng cholesterol máu. Hóa chất này là một axit propanoic trong lớp của amphipathic axit cacboxylic. Hầu hết axit propanoic được sản xuất được tiêu thụ như một chất bảo quản cho cả thức ăn chăn nuôi và thực phẩm cho con người. Một cách sử dụng cho efaproxirus là tăng hiệu quả của một số loại thuốc hóa trị đã làm giảm hiệu quả chống lại các khối u thiếu oxy, và do đó có thể được thực hiện hiệu quả hơn bằng cách tăng lượng oxy vào các mô khối u. Không có lợi ích nào được thấy đối với efaproxirus trong các thử nghiệm lâm sàng giai đoạn III. Về mặt lý thuyết, quá trình oxy hóa của các mô có thể tạo ra khả năng tập thể dục tăng cường trong các mô hình mèo, chuột và chó trong khoảng 100 phút. ngay sau khi dùng liều cao 45 phút. truyền tĩnh mạch. Điều này đã khiến Cơ quan phòng chống doping thế giới phân loại efaproxirus theo phương pháp bị cấm để tăng cường một cách giả tạo sự hấp thu, vận chuyển hoặc cung cấp oxy. Không có bằng chứng hiện có cho thấy efaproxirus có thể tăng cường hiệu quả ở người. Efaproxirus có thể được hấp thu qua đường qua da, trực tràng, đường hô hấp và đường tiêu hóa, mặc dù không ở nồng độ trong huyết tương đủ lớn để thay đổi đường cong phân ly oxy-hemoglobin. Efaproxirus được loại trừ một cách rõ ràng khỏi danh sách các chất bị cấm của Cơ quan phòng chống doping thế giới năm 2012 và được đưa vào một cách rõ ràng trong phần Phương pháp bị cấm M1 như là một thủ tục bị cấm để thay đổi đường cong phân ly oxy-hemoglobin để thay đổi hoàn toàn hemoglobin.